# Bernd Schulz (Kurator)
Bernd Schulz (* 24. November 1941 in Beckingen/Saar; † 28. Januar 2017 in Berlin) war ein deutscher Journalist, Kurator, Kulturvermittler und Hochschullehrer.

## Leben
Bernd Schulz studierte Forstwissenschaften an der Albert-Ludwigs-Universität Freiburg (Breisgau). Nach dem Studium beschäftigte er sich als Assistent von Michail Prodan, dem Begründer der Forstlichen Biometrie, mit Kybernetik und Datenverarbeitung und schrieb Computerprogramme für die biometrische Forschung.
Eine ihm danach angebotene Laufbahn in der staatlichen Forstverwaltung des Saarlandes lehnte er ab und begann 1969 als Hörfunkreporter und Wissenschaftsjournalist zu arbeiten. 1970 wurde er Leiter des Ressorts Wissenschaft und Kulturkritik im Hörfunk des Saarländischen Rundfunks. Von 1972 bis 1974 war er außerdem Redakteur des Quadriga Funkkollegs Biologie (Gemeinschaftsproduktion der drei Südwest-Rundfunkanstalten und des Hessischen Rundfunks). Ab 1974 war er Chefreporter Kultur des Saarländischen Rundfunks.
Bekannt wurde Schulz in den 1970er-Jahren vor allem durch das Magazin „Kultur Aktuell“ im Mittelwellen-Programm des Saarländischen Rundfunks, das, ungewöhnlich für ein Feuilleton der damaligen Zeit, die Grenze zwischen Geistes- und Naturwissenschaften bewusst überschritt, wobei Ökologie (damals noch ein weitgehend unbekanntes Fremdwort) und Bildungspolitik die Schwerpunkte bildeten. Im Fernsehen präsentierte Schulz außerdem zehn Jahre lang das Kulturmagazin „Sammelsurium“ der drei Südwest-Rundfunkanstalten. Durch sein Engagement für die Vermittlung zeitgenössischer Kunst wurde er 1976 auf Einladung von Joseph Beuys Mitglied des Internationalen Künstlergremiums (IKG). 1977 kündigte er seine Position als Chefreporter und begründete seinen Schritt mit Kritik am wachsenden Einfluss der Politik auf die Programmgestaltung und an mangelnder innerer Pressefreiheit im Saarländischen Rundfunk. In den folgenden Jahren arbeitete Schulz als freier Autor für verschiedene Rundfunk- und Fernsehanstalten. Außerdem arbeitete er als Assistent am Institut für Konsum- und Verhaltensforschung der Universität des Saarlandes und gründete den Pressedienst „Konsum und Verhalten“. Nebenbei engagierte er sich als Schauspieler und Regisseur in Theaterprojekten (Sog. Theater Saarbrücken und mobiles Kindertheater).
1984 entwickelte Schulz im Auftrag der Stadt Saarbrücken das Konzept zur Gründung eines Kulturzentrums mit dem Schwerpunkt zeitgenössische Kunst, das 1985 als „Stadtgalerie Saarbrücken“ eröffnet wurde. Schulz leitete das Haus bis 2002. Von 1987 bis 1992 war Schulz Mitglied des Kuratoriums Saarländischer Kulturbesitz.
Bekannt wurde die Stadtgalerie Saarbrücken durch ihren Schwerpunkt „Medienkunst“, wobei die Künstler in der Regel Projekte vor Ort entwickelten. 1994 wurde die Galerie Teil der Stiftung Saarländischer Kulturbesitz. Besonderes Profil entwickelte die Galerie mit Ausstellungen, in denen Klang eine zentrale Rolle spielt („Klangkunst“). Zu den über 100 Kunstausstellungen, die Schulz kuratierte, kam noch ein umfangreiches Programm mit Konzerten zeitgenössischer Musik.
Schulz, der in den 1980er-Jahren Mitglied der Kunstkommission (Comité technique d´achat) des FRAC Champagne-Ardenne war, zeigte in der Stadtgalerie Saarbrücken auch wichtige Positionen zeitgenössischer Kunst in Frankreich (z. B. Jean Le Gac, Bernard Pagès, Jean-Luc Vilmouth, Patrick Raynaud und Jacqueline Salmon). Seit 1997 war Schulz Honorarprofessor der Hochschule der Bildenden Künste Saar. Zuvor hatte er Lehraufträge an den Kunstakademien in Paris und Nancy. 2008 erhielt er den Ehrenpreis des Deutschen Klangkunstpreises.
Nach vorübergehendem Aufenthalt in Kanada lebte er seit 2006 in Berlin.

## Texte zur Klangkunst
- Ein anderer Blick auf die Technik, in: Paul DeMarinis: Buried In Noise. Hrsg. Ingrid Beirer, Sabine Himmelsbach, Carsten Seiffarth, Heidelberg 2010, ISBN 978-3-86828-141-5.
- Klang kuratieren, ein Dialog (mit Carsten Seiffarth), Musikkonzepte, Sonderband Klangkunst, München 2008 ISBN 978-3-88377-953-9.
- Resonanzen, Aspekte der Klangkunst, Heidelberg 2002, ISBN 3-932183-30-4 (mit CD).

## Künstlermonografien und Kataloge zur Klangkunst
- Hans Peter Kuhn: Licht und Klang, Heidelberg 2000, ISBN 3-932183-23-1 (mit CD)
- Felix Hess: Light As Air, Heidelberg 2001, ISBN 3-933257-65-4 (mit CD)
- Robin Minard: Silent Music. zwischen Klangkunst und Akustik Design, Heidelberg 1999 3-933257-13-1 (mit CD)
- Akio Suzuki: „A“, Soundworks, Throwing and Following, Saarbrücken, Merzig 1998, ISBN 3-932183-08-8
- Terry Fox: Works with Sound, Heidelberg 1999, ISBN 3-933257-04-2 (mit CD)
- Ulrich Eller: Dillingen 1996, ISBN 3-925381-31-7
- Christina Kubisch: Zwischenräume, Dillingen 1996, ISBN 3-925303-99-5
- Rolf Julius: Small Music Grau, Heidelberg 1995, ISBN 3-980 44 44-4-9
- Bernard Baschet, François Baschet, Gunter Demnig, Ulrich Eller, Stephan von Huene, Rolf Julius: Klangräume. ISBN 3-925 381-13-9

## Diskographie
- Rolf Julius, small Musik Vol. 4, Tanz für zwei blaue Rechtecke, Saarländischer Rundfunk u. Stadtgalerie Saarbrücken, Edition Robert Zank 1996
- Robert Minard, Silent Music, Produktion: Saarländischer Rundfunk und Stadtgalerie Saarbrücken, Edition Robert Zank 1999
- Christina Kubisch, Sechs Spiegel, HBK Saar, Produktion: Stadtgalerie Saarbrücken und Saarländischer Rundfunk, Edition Robert Zank 1995
- Akio Suzuki, NA-GI „calm“, 1997, Performance und Komposition, Produktion: Stadtgalerie Saarbrücken, Edition Zank 1997

## Texte
- Die Veränderung der Wahrnehmung – Subjekt und Ambivalenz, in: Live Is Art Enough, Performance und erweiterte Kunstformen, Hrsg. Anita Beckers, Köln 1998
- Dialektische Bilder, Zur Archäologie des Privaten, in: Robert F. Hammerstiel, „Glücksfutter“, Heidelberg 1998
- Sublimierung statt Exhibitionismus, Privatheit und Öffentlichkeit in der Bildenden Kunst, in: Die Lust am öffentlichen Bekenntnis, Hrsg. Peter Winterhoff-Spurk, Konrad Hilpert, St. Ingbert 1999
- Von der Fernsicht zur Nahsicht, in: Ressource Kunst, Die Elemente neu gesehen, Hrsg. Georg Jappe, Köln 1989

## Ehrungen
2008: Ehrenpreis des Deutschen Klangkunst-Preises

## Mitgliedschaften
Internationales Künstlergremium (IKG) und Deutscher Werkbund